# Una tata per Natale
Una tata per Natale (A Nanny for Christmas) è un film del 2010 diretto dal Michael Feifer, con protagonisti Sierra McCormick e Jared Gilmore

## Trama
Ally Leeds è una giovane donna di carriera intelligente che si ritrova con l'esigenza di trovare un nuovo lavoro, dopo che è stata licenziata da un'agenzia pubblicitaria, a causa di una sua presentazione non gestita bene con un cliente molto importante. Tina, la migliore amica di Ally, le procura un colloquio presso Samantha Ryland, credendo che il lavoro sia come pubblicitaria. Samantha però è una occupatissima dirigente d'azienda di Beverly Hills ed anche una mamma che non ha tempo per stare con i suoi figli Jonas e Jackie. Quindi scopre che il lavoro è come tata e, anche se titubante, accetta perché ha bisogno di soldi.
I bambini, abituati ad una rigida disciplina, conosceranno libertà e creatività con la nuova tata. Un giorno, Ally porta in visita i figli di Samantha presso il suo ufficio e qui conosce Justin Larose, un  uomo d'affari e collega di Samantha, ma gli mente facendogli credere di essere una consulente. In seguito, all'insaputa della sua datrice (e complici i suoi figli), Ally incomincerà a frequentare Justin; ma non avrà il coraggio di dirgli mai la verità. Per sua fortuna, nella sua vita entra anche Danny Donner, uno scorbutico imprenditore titolare di una fabbrica di cioccolato, che è anche il motivo del suo licenziamento e che dopo ha fatto ricorso a Samantha per un'imponente campagna pubblicitaria. Anche in questo secondo caso, l'idea della campagna la suggerisce Ally a Justin e questa volta sarà accettata dal cliente. Però durante la presentazione della campagna Justin ringrazia Ally per il suo aiuto ma scopre che lei gli ha mentito e la lascia, così come Samantha la licenzia.
Disperata, Ally decide di tornare dai suoi, ma Jonas e Jackie la invitano alla festa di natale in casa Ryland, così lei si presenta davanti ad una Samantha stupita ma cambiata, che la riassume come pubblicitaria, oltre che a riconquistare l'amore di Justin.